# Foreste di pianura del Congo nord-orientale
Le foreste di pianura del Congo nord-orientale sono un'ecoregione dell'ecozona afrotropicale, definita dal WWF (codice ecoregione: AT0124), che si estende attraverso il nord della Repubblica Democratica del Congo e il sud della Repubblica Centrafricana. È inclusa nella lista Global 200 con il nome di foreste umide del Congo nord-orientale.

## Territorio
Questa ecoregione è situata nel settore nord-orientale della Repubblica Democratica del Congo, penetrando fin nella porzione sud-orientale della Repubblica Centrafricana. Occupa una superficie di forma grossomodo triangolare ricoperta da foresta pluviale di pianura e sub-montana. Il confine settentrionale è delimitato dalla transizione tra savana e habitat forestali, quello orientale dalle foreste montane della faglia albertina e quello meridionale e occidentale dal fiume Congo e dai suoi affluenti, specialmente dal fiume Elila. L'altitudine decresce da est ad ovest, dai monti della faglia albertina fino al fiume Congo. La vegetazione subisce una graduale trasformazione da foresta sub-montana a foresta di pianura. Zone di foresta paludosa si trovano sparse un po' in tutta l'ecoregione. Ai margini orientale e nord-orientale dell'ecoregione la morfologia del territorio appare più varia, e il paesaggio presenta numerose colline ondulate e scarpate, con altitudini generalmente superiori ai 1000 m di altitudine. Nei settori occidentali il rilievo è piuttosto uniforme e decresce fino a circa 600 m. La porzione settentrionale dell'ecoregione è attraversata da est ad ovest da un'importante catena di inselberg. Dal punto di vista climatico, l'ecoregione è situata nella fascia tropicale umida. Ogni anno essa riceve tra i 1500 e i 2000 mm di pioggia. Le stagioni sono ben delineate ed è presente un periodo secco che va da gennaio a marzo. Gli attuali modelli climatici indicano che la regione che riceve la maggiore quantità di precipitazioni è la pianura che si estende nel settore occidentale dell'ecoregione. I valori pluviometrici iniziano a diminuire procedendo verso est, con l'aumentare dell'altitudine, che raggiunge il culmine nei monti della catena albertina. Le temperature medie annuali vanno dai 27 ai 33 °C, e le minime dai 15 ai 21 °C, con variazioni dovute per lo più all'altitudine.

## Flora
La forma di vegetazione principale è la foresta umida di pianura, che cede pian piano, verso est, il posto alla foresta sub-montana, al confine con la faglia albertina, e ad alcune foreste di tipo più secco, verso nord. Nonostante gran parte dell'area sia ricoperta da specie sempreverdi e semi-sempreverdi, certe zone più o meno grandi sono dominate da alberi di una singola specie. La specie principale tra quelle dominanti è Gilbertiodendron dewevrei, presente in gran numero anche in altre zone della foresta guineana e congolese. Il numero di specie floristiche è piuttosto elevato: nella foresta dell'Ituri sono state censite circa 1500 specie.

## Fauna

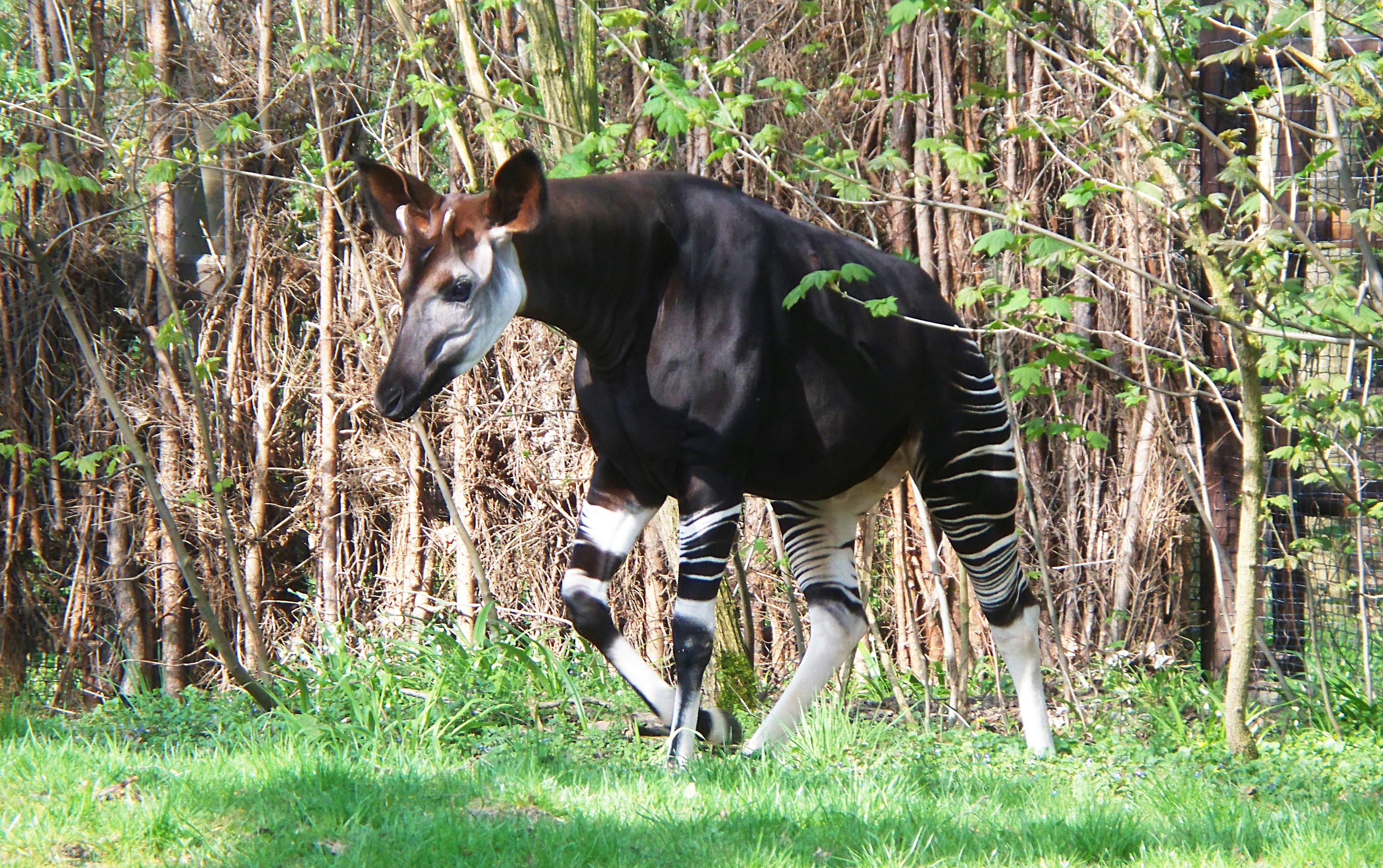
Okapi

Tra i mammiferi di questa ecoregione figurano 16 specie ritenute endemiche o quasi endemiche; tra queste ci sono l'okapi (Okapia johnstoni), la genetta gigante (Genetta victoriae) e la genetta acquatica (Genetta piscivora). Quattro specie endemiche di toporagno si trovano solamente in queste foreste: il toporagno di montagna (Sylvisorex oriundus), il toporagno caliginoso africano (Crocidura caliginea), il toporagno del Congo (C. congobelgica) e il toporagno fusco (C. polia). Tra le specie semi-endemiche ricordiamo il cercopiteco di Hamlyn (Cercopithecus hamlyni), il cercopiteco barbuto (Allochrocebus lhoesti), i pipistrelli Niumbaha superba e Glauconycteris alboguttata e i roditori Praomys misonnei e P. verschureni. Questa ecoregione ospita anche la più consistente popolazione di gorilla di pianura orientale (Gorilla beringei graueri).
 L'avifauna della regione comprende due specie endemiche, il cuculo fagiano di Neumann (Centropus neumanni) e il tessitore nucadorata (Ploceus aureonucha). Quasi endemici sono il francolino di Nahan (Ptilopachus nahani), il batis dell'Ituri (Batis ituriensis), l'eremomela di Turner (Eremomela turneri), il pavone del Congo (Afropavo congensis), il bulverde di Sassi (Phyllastrephus lorenzi), il pigliamosche del paradiso di Bedford (Terpsiphone bedfordi) e, ai confini orientali con la faglia albertina, il garrulo montano di Chapin (Kupeornis chapini). L'erpetofauna non è stata ancora ben studiata. Tra i rettili figurano cinque specie endemiche, tra cui il geco nano del Congo (Lygodactylus depressus). Tra gli anfibi, vi sono sette endemismi: Hemisus olivaceus, Hyperolius diaphanus, H. schoutedeni, Kassina mertensi, Phrynobatrachus gastoni, Ptychadena christyi e Amietia amieti. Altri nove anfibi sono considerati quasi endemici.

## Conservazione
L'ecoregione è considerata vulnerabile: l'integrità della foresta è minacciata dall'apertura di nuove strade, dal bracconaggio, dal taglio abusivo e dalle concessioni di taglio degli alberi che concorrono a ridurre la ricchezza in specie. A ciò si aggiungono i danni provocati dalla guerra civile. I minerali, il legname e la selvaggina sono stati i principali obiettivi delle fazioni coinvolte nei conflitti e spesso il territorio è stato sfruttato a danno delle popolazioni locali. Gli spostamenti di massa dei rifugiati, inoltre, e la loro permanenza nei campi profughi e addirittura nei parchi e nelle riserve hanno avuto un impatto negativo sulle risorse naturali. La zona centrale dell'ecoregione, tuttavia, è ancora quasi incontaminata ed abitata solamente da pochi pigmei. Una consistente parte della foresta dell'Ituri è protetta all'interno della riserva faunistica degli okapi. Altre aree protette della regione sono il parco nazionale di Kahuzi-Biega, il parco nazionale di Maïko e la riserva di Yangambi.

## Attacchi dei ribelli
Il 24 giugno 2012, il centro di ricerca e conservazione di Epulu è stato attaccato, saccheggiato e bruciato da un gruppo di ribelli Mai-Mai, guidato da Paul Sadala (alias Morgan) e composto da bracconieri di elefanti e minatori illegali. Durante l'attacco, 13 dei 14 okapi al centro sono stati uccisi (l'ultimo è morto in seguito a causa delle ferite riportate durante l'attacco) e sono state uccise anche sei persone, tra cui due guardiani della fauna selvatica. Molti altri locali, alcuni minori, sono stati rapiti, ma tutti rilasciati in seguito. Ai primi di agosto, la situazione della sicurezza era migliorata per via dell'intervento delle truppe dell'esercito congolese e alle guardie dell'autorità congolese per la tutela della fauna selvatica, e si avviarono i preparativi per le riparazioni del centro. A seguito di donazioni giunte da tutto il mondo, il sito è stato ricostruito un anno dopo l'agguato.
Il 14 luglio 2017 c'è stato un secondo attacco nella sezione della riserva vicino a Mambasa, probabilmente orchestrato dai Mai-Mai. Giornalisti stranieri (due britannici e un americano) e diversi guardiani locali del parco sono fuggiti illesi, ma cinque impiegati della riserva locale (quattro guardie e un localizzatore) hanno perso la vita in quell'occasione. Anche alcuni degli insorti sono morti nel corso degli scontri.